# Johan Schenck
Johan Schenck (ook Johann Schenck en Johan Schenk, etc.) (Amsterdam, 3 juni 1660 – Düsseldorf, ca. 1712) was een Nederlandse barokcomponist en gambist. Hij schreef, na 'De triomfeerende min' (1678) van Carel Hacquart, een van de eerste opera's op een tekst in het Nederlands.

## Biografie
Jan Schenk was de zoon van Wijnant Schenk, een wijnkoopman afkomstig uit Keulen en Catharina Cempius of Van Kempen, afkomstig uit Gladbeck. Hij werd gedoopt in de katholieke Mozes- en Aäronkerk evenals zijn broer en drie zussen. Hij trouwde in 1680 in de Nieuwe Kerk. Zijn vader stierf in 1681 en zijn moeder in 1702; zij werd begraven in de Oude Kerk.
Omstreeks 1700 zou hij hebben samengewerkt met Hendrik Anders, David Petersen, Carl Rosier en Servaes de Koninck deel uit van een groepje componisten, dat op teksten van vooral de dichters Alewijn en Sweerts Nederlandse liederen componeren.
Vanaf 1697 was hij in Düsseldorf Kammermusikus aan het hof van Johann Wilhelm II, keurvorst van de Palts, een betrekking die hij minstens tot 1712 behield, en wellicht tot 1716, toen de keurvorst overleed. In die jaren publiceerde hij, nog steeds te Amsterdam, en bij de meest befaamde uitgever van die tijd, Estienne Roger, nog vier volumineuze delen gambamuziek extra en een bundel vioolsonates. Over de laatste jaren van zijn leven staat niet veel bekend. Op 22 december 1711 was Schenck aanwezig bij de kroning van keizer Karel VI in Frankfurt.

## Werken
Van zijn hand is een van de eerste opera's op Nederlandse tekst, Zonder Spys en Wyn, Kan geen Liefde zyn, op een libretto van Govert Bidloo, dat in 1686 werd opgevoerd in de Amsterdamse Schouwburg van Van Campen (onder de directie Jan Pluimer). Het verhaal gaat over de hereniging van Bacchus (god van de wijn), Ceres (godin van de vruchtbaarheid) en Venus (godin van de schoonheid en de liefde). Bidloo moest het ontgelden, vanwege de heidense taferelen, en kreeg veel kritiek op zijn spektakelstuk:
Wilt gij een Op’ra zien van zuipen, zwelgen, brassen,

Vol Bachenaalspel, en baldaadige grimmassen? 

Gy vind het allerbest in Bidloos huis verbeeld. 

Daar hij voor Bacchus en zijn Wijf voor Venus speelt.
Schenck en Bidloo kregen concurrentie van David Lingelbach, die Franse opera's opvoerde in Buiksloot, tot 1687 toen Lingelbach directeur werd van de schouwburg aan de Keizersgracht. Tot 1690 werden er Franse opera's, onder andere van Lully uitgevoerd, maar toen de bezoekersaantallen en de inkomsten onvoldoende waren om de kosten te bestrijden werd de productie gestopt.
Om plagiaat te vermijden is een slechts een deel van 28 aria's, voor zangstem en basso continuo, het daaropvolgende jaar gepubliceerd onder de titel Eenige gezangen uit de opera van Bacchus, Ceres en Venus.
In Amsterdam publiceerde Schenk twee collecties van aria's, een met triosonates voor twee violen en bas, en zijn eerst complete opusnummer voor viola da gamba.
Een van zijn meest vermaarde bundels is L'Echo du Danube uit 1704,
- op. 1 Weltliche und kirchliche Vokalmusik
- op. 2 „Tyd en Konst-Oeffeningen“ (Amsterdam, 1688)
- op. 3 12 Trio Sonatas „Il Giardino Armonico“ (Amsterdam, 1691)
- op. 6 Scherzi musicali (Amsterdam, 1701)
- op. 7 Suonate a violino e violone o cimbalo (Amsterdam, 1699)
- op. 8 Le Nymphe di Rheno (Amsterdam, 1704)
- op. 9 L'Echo du Danube (Amsterdam, 1706) een bundel met zes sonates voor gamba.
- op. 10 Les fantaisies bisarres de la goutte, viola da gamba, bc, op.10 (Amsterdam, 1711/2), lost

## Audiobestanden
- Muziekvoorbeelden uit de opera Bacchus, Ceres en Venus van Johann Schenck, door Camerata Trajectina